# Felix Urstöger

Felix Urstöger

Felix Urstöger (* 27. Mai 1910 in Goisern; † 15. Dezember 1941 in Malojaroslawez) war ein österreichisch-deutscher Politiker (NSDAP).

## Leben und Wirken
Nach dem Besuch der Volks- und Bürgerschule in Goisern und Bad Ischl erlernte Felix Urstöger drei Jahre lang das Zuckerbäckergewerbe in Salzburg bei der Firma Hermann Bärthlein. Danach ging er ein Jahr lang nach Mariazell. Am 24. Januar 1931 trat Urstöger der NSDAP (Mitgliedsnummer 364.911) und der SA bei, in der er es mindestens bis zum Obersturmbannführer brachte. Von 1932 bis 1934 war Urstöger arbeitslos.
Nach dem gescheiterten Staatsstreichversuch der österreichischen Nationalsozialisten gegen die Regierung von Engelbert Dollfuss wurde Urstöger im Juli 1934 zu vierzehn Jahren schweren Kerker verurteilt. Von dieser verbüßte er zwei Jahre in der Strafanstalt Garsten, bevor er vorzeitig entlassen wurde und am 24. Juli 1936 nach Goisern zurückkehrte.
Von April 1938 bis zu seinem Tod 1941 saß Urstöger als Abgeordneter für Österreich im nationalsozialistischen Reichstag.
Urstöger starb im Dezember 1941 als Teilnehmer des Krieges gegen die Sowjetunion.